# Conte di Portland
Conte di Portland è un titolo nobiliare della Paria d'Inghilterra che è stato creato due volte, prima nel 1633 e di nuovo nel 1689.

## Prima creazione (1633)
Il titolo di conte di Portland fu creato per il politico Richard Weston, I Barone di Weston, nel 1633. Questo titolo è stato anche Pari dell'Inghilterra. Gli succedette suo figlio, il secondo conte. Ha prestato servizio in qualità di Joint Lord Luogotenente di Hampshire. Suo figlio, il terzo conte, fu ucciso nella battaglia di Lowestoft nel 1665. Egli era celibe e gli succedette suo zio, il quarto conte. Lui non ebbe figli e alla sua morte, nel 1688, i titoli si estinsero.

## Seconda creazione (1689)

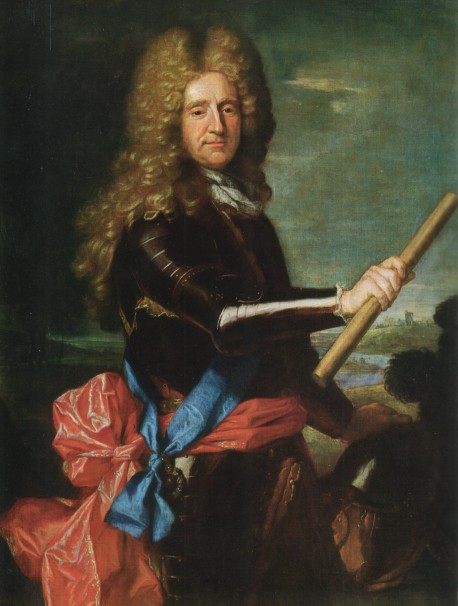
Ritratto di William Bentinck, I conte di Portland, di Hyacinthe Rigaud, 1698-1699.

Il titolo fu creato per la seconda volta nel 1689, a favore di William Bentinck, il consigliere olandese preferito del re Guglielmo III. Venne creato barone Cirencester e visconte Woodstock. Gli succedette, nel 1709, il figlio dal suo primo matrimonio, Henry, il secondo conte di Portland. Ha rappresentato Southampton e Hampshire nella Camera dei Comuni. Nel 1716 fu creato marchese di Titchfield e duca di Portland. Suo nipote, William Cavendish-Bentinck, III duca di Portland è stato un noto politico. È stato Primo ministro nel 1783 e nel 1807-1809. Nel 1801, grazie a una licenza Reale, aggiunse al suo cognome il nome Cavendish. Portland era il marito di Lady Dorothy Cavendish, figlia di William Cavendish, IV duca di Devonshire, ed era un discendente per parte di madre di Henry Cavendish, secondo duca di Newcastle-upon-Tyne.
Al duca terzo succedette il figlio maggiore William Bentinck, IV duca di Portland, un politico e servì come Lord del Sigillo Privato nel 1827 e come Lord Primo ministro (1827-1828). Sposò Henrietta, figlia del maggior generale John Scott, nel 1795, e aggiunse al suo cognome il nome Scott. Suo figlio maggiore ed erede, William Henry Cavendish-Bentinck, marchese di Titchfield, morì celibe nel 1824, quindici anni prima di suo padre. Portland venne succeduto dal suo secondo figlio, William Cavendish-Scott-Bentinck, V duca di Portland. Il Duca è ricordato come un architetto capace e ingegnere che scavò una galleria sotterranea d'arte e la biblioteca sotto la sua tenuta di Welbeck Abbey.
Il quinto duca morì celibe e gli succedette il cugino di primo grado, William Cavendish-Bentinck, VI duca di Portland, unico figlio dal primo matrimonio del tenente generale Arthur Cavendish-Bentinck, secondogenito di Lord Charles Bentinck, il terzo figlio del terzo duca. Il primo figlio di Charles, anche lui di nome Charles, era il bisnonno materno della regina Elisabetta II. Era un conservatore ed è stato Magister equitum (1886-1892) e (1895-1905). Il suo figlio maggiore William Cavendish-Bentinck, VII duca di Portland, fu un conservatore e fu Junior Lord del Tesoro (1927-1929) e nel 1932. Il settimo duca non ebbe figli: gli succedette il cugino di terzo grado, Ferdinand Cavendish-Bentinck, VIII duca di Portland, un pronipote del generale Frederick Cavendish-Bentinck, quarto figlio del terzo duca.
L'ottavo duca non ebbe figli e gli succedette il fratello minore, Victor Cavendish-Bentinck, IX duca di Portland, un diplomatico che fu ambasciatore in Polonia. L'unico figlio di Victor, William James Cavendish-Bentinck (1925-1966) gli premorì, senza figli, e alla sua morte, nel 1990, all'età di 93 anni, il ducato di Portland si estinse.
Il Duca ebbe come successore un suo lontano parente (cugino di sesto grado) Henry Bentinck, XI conte di Portland. Era il pro-pro-pro-pro-nipote di William Bentinck, I conte di Bentinck (1704-1774) e figlio primogenito del conte dal suo secondo matrimonio, che era stato creato conte del Sacro Romano Impero nel 1732 (con una licenza reale, del 1886, usò il titolo in Inghilterra). Alla sua morte, nel 1997, i titoli sono detenuti dal suo unico figlio, Tim Bentinck, XII conte di Portland.

## Conti di Portland, prima creazione (1633)
- Richard Weston, I conte di Portland (1577-1635)
- Jerome Weston, II conte di Portland (1605-1663)
- Charles Weston, III conte di Portland (1639-1665)
- Thomas Weston, IV conte di Portland (1609-1688)

## Conti di Portland, seconda creazione (1689)
- William Bentinck, I conte di Portland (1649-1709)
- Henry Bentinck, II conte di Portland (1682-1726)

## Duchi di Portland (1715-1990)
- Henry Bentinck, I duca di Portland (1682-1726)
- William Bentinck, II duca di Portland (1709-1762)
- William Henry Cavendish-Bentinck, III duca di Portland (1738-1809)
- William Henry Cavendish-Scott-Bentinck, IV duca di Portland (1768-1854)
- William John Scott Cavendish-Bentinck, V duca di Portland (1800-1879)
- William John Arthur Charles James Cavendish-Bentinck, VI duca di Portland (1857-1943)
- William Arthur Henry Cavendish-Bentinck, VII duca di Portland (1893-1977)
- Ferdinand William Cavendish-Bentinck, VIII duca di Portland (1888-1980)
- Victor Frederick William Cavendish-Bentinck, IX duca di Portland (1897-1990)

## Conti di Portland, seconda creazione (1689; Ripristinata)
- Henry Noel Bentinck, XI conte di Portland (1919-1997)
- Timothy Charles Robert Noel Bentinck, XII conte di Portland (1953)